# Улица Свободы (Челябинск)
У́лица Свобо́ды — одна из центральных улиц Челябинска, получила своё нынешнее название 1 мая 1920 года согласно постановлению исполкома городского Совета о переименовании ряда улиц и площадей города «в честь павших героев Гражданской  войны, борцов за свободу и новых революционных символов». В нынешнем виде состоит из четырёх улиц, носивших до 1920 года названия Ахматовская (заречная часть), Ключевская (от набережной реки Миасс до нынешнего проспекта Ленина), Кузнечная и Клубная (от нынешнего проспекта Ленина до железнодорожного вокзала). Южная часть улицы с 1920 года носила название «улица Ленина» и стала частью улицы Свободы только после того, как улица Спартака начала называться проспектом Ленина (ныне улица Ленина расположена в Центральном районе, на территории бывшего посёлка Шершни).

## Расположение

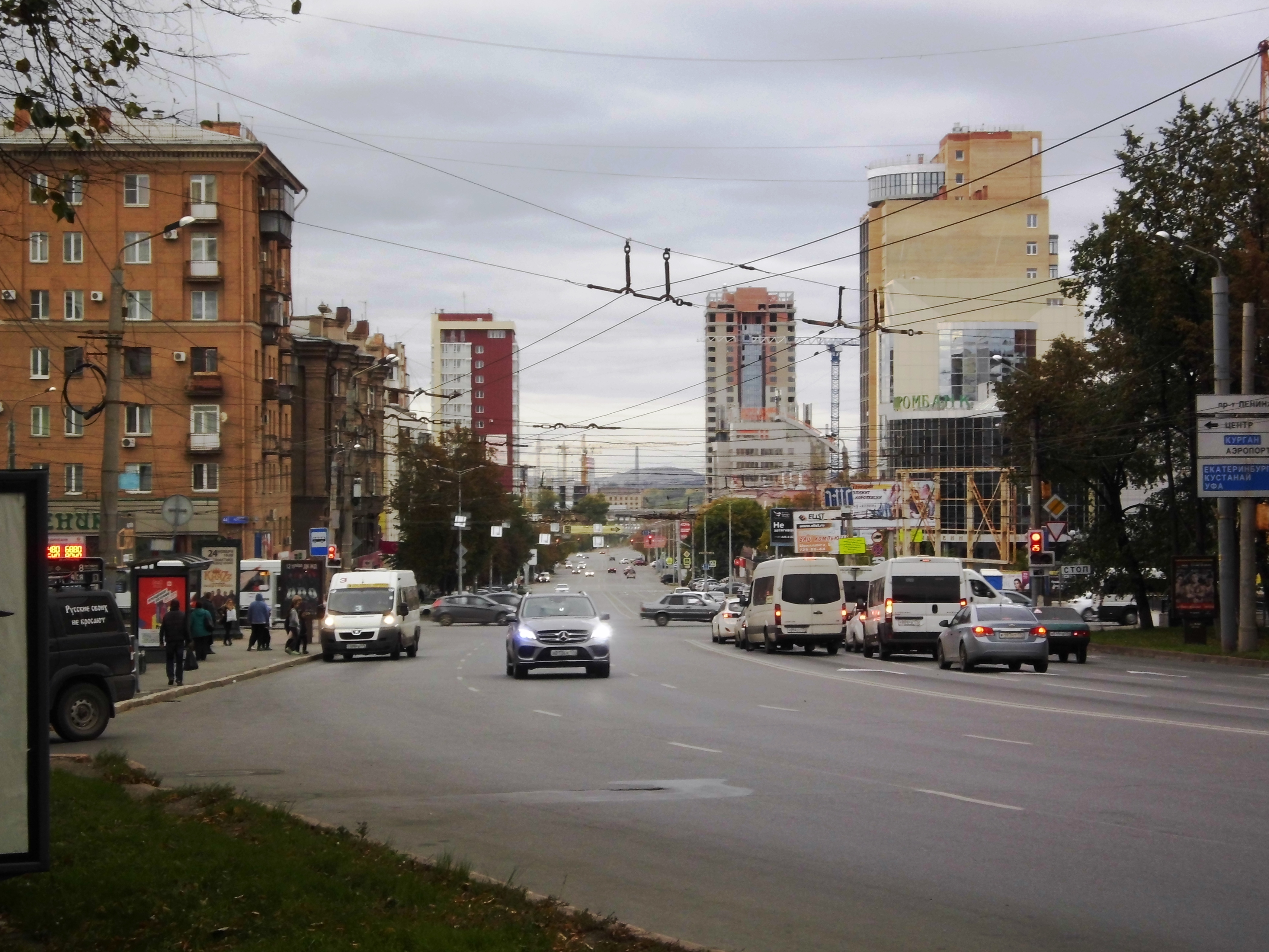
Улица Свободы, вид в северном направлении от пересечения с проспектом Ленина, 2018г.

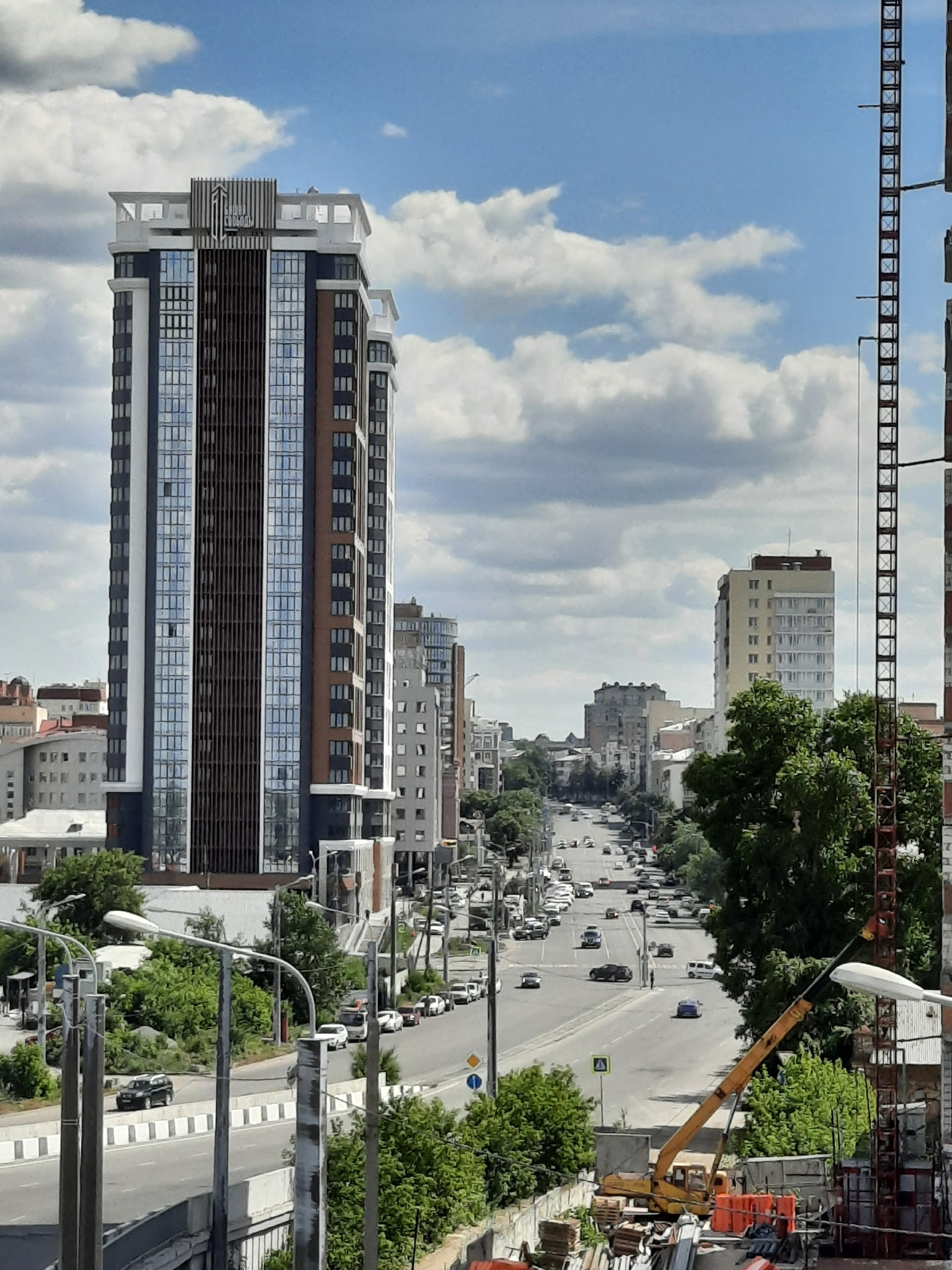
Вид на улицу Свободы в южном направлении со стороны её начала от съезда с моста-путепровода с улицы Братьев Кашириных, 2020г.

Улица проходит с севера на юг по центральной части Челябинска, она начинается от поворота реки Миасс от небольшой улицы Нагорной(актуализировать) и заканчивается Привокзальной площадью у железнодорожного вокзала. В ближайшем будущем станет одной важнейших из магистральных улиц Челябинска, став частью внутреннего транспортного кольца вокруг центра города.
После строительства в 2017-2020 гг. нового моста-путепровода через реку Миасс, соединившую улицу Братьев Кашириных (с левого берега) с улицами Свободы, Труда, Российской, практический начало улицы со съезда с него, за путепроводом остался комплекс зданий Центра креативных индустрий «Svoboda2», по адресу: ул. Свободы, 2 (территория бывшего завода «Оргстекло» созданного при эвакуации ленинградского завода «К-4» на базе размещавшихся до этого дрожжевого завода и завода безалкогольных напитков). Улица Свободы ограничивает с востока Бульвар Славы (на улице Коммуны).
На улице расположены несколько исторических зданий, памятников архитектуры и истории регионального значения, некоторые из них:

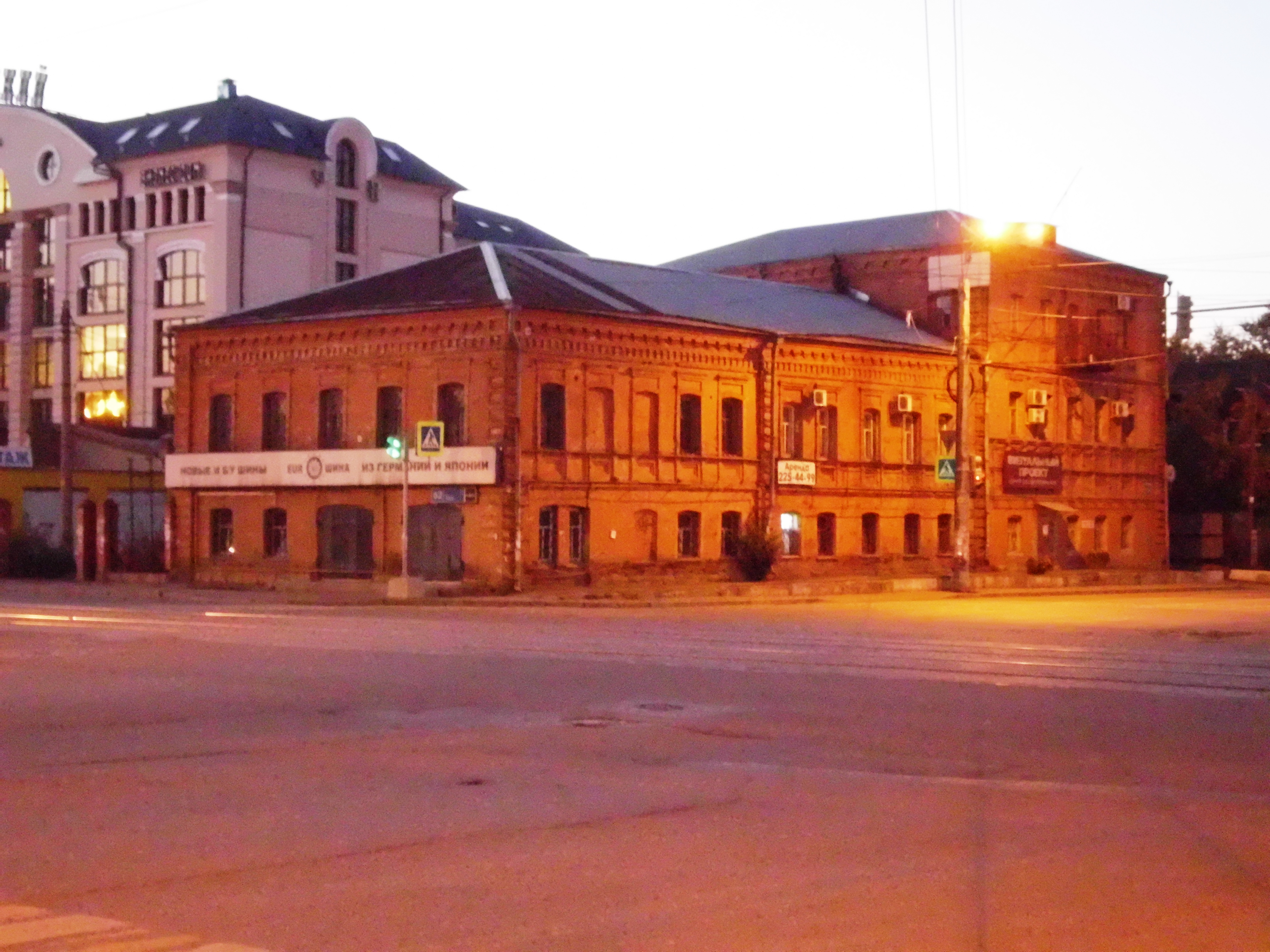
Бывший дом купца Г.Н.Каширина (ул.Свободы,14 / ул.Труда,62)
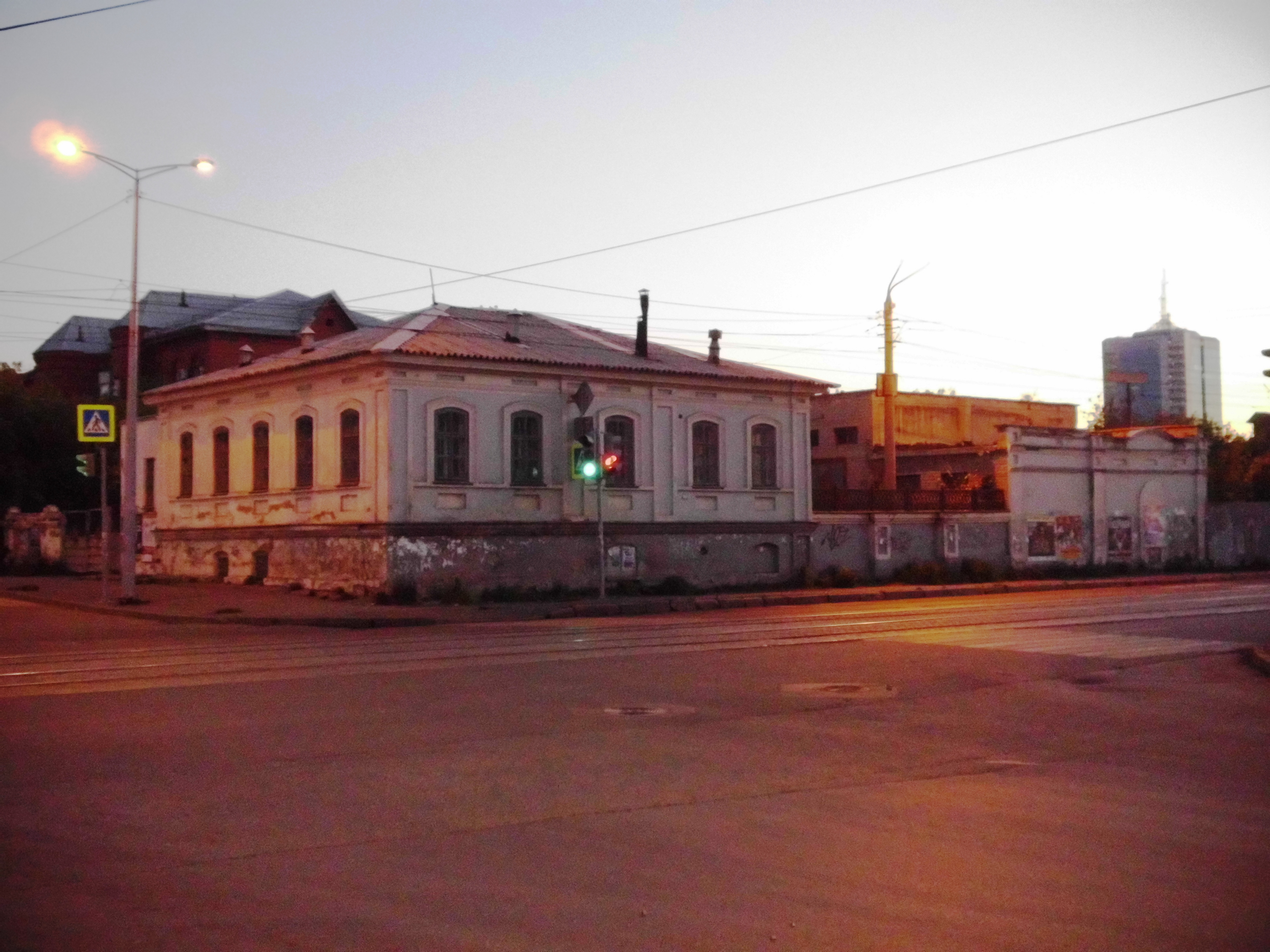
Бывший дом купца Н.И.Каширина (ул.Свободы,16 / ул.Труда,75)
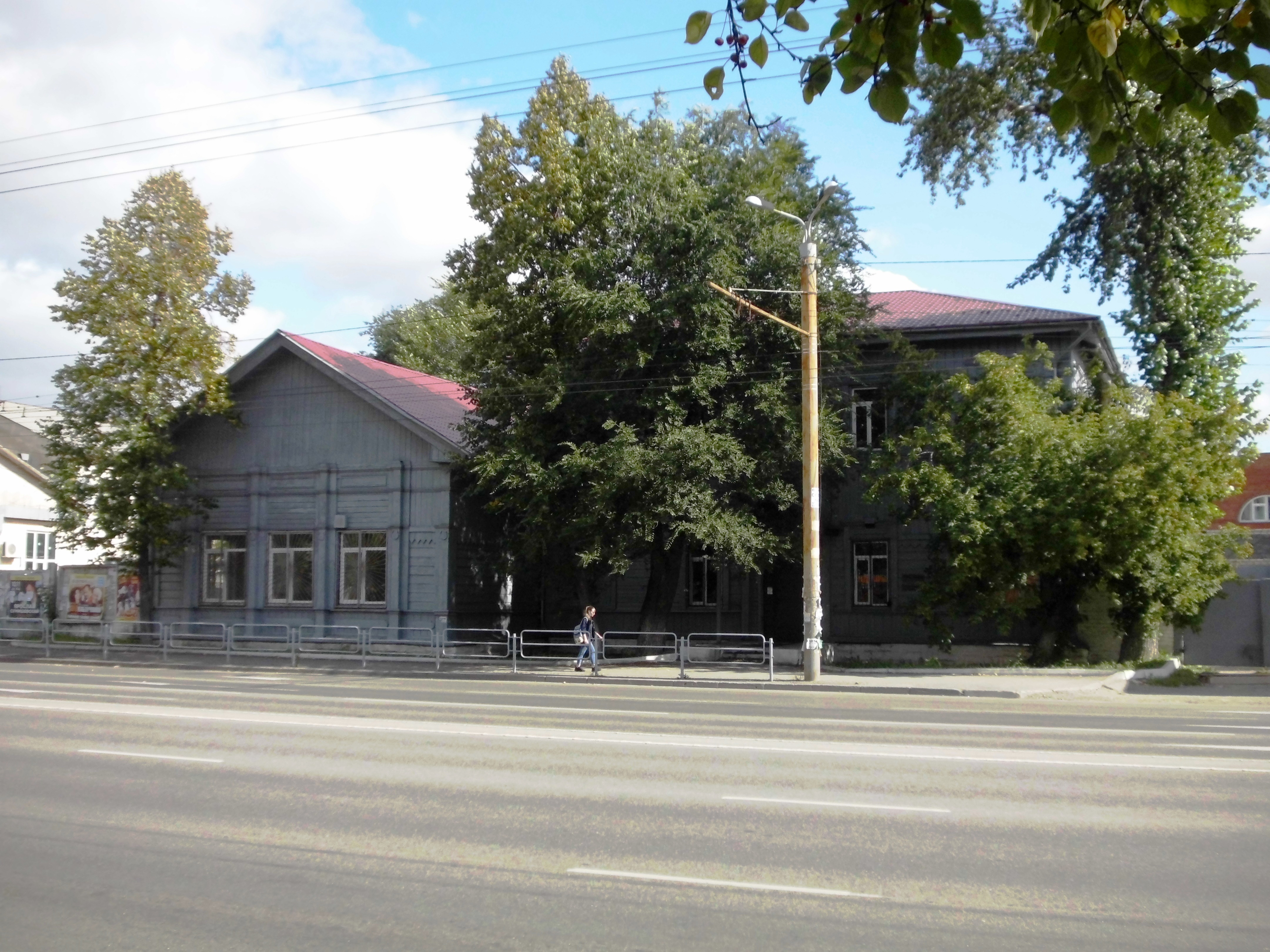
Здание бывшего Мужского железнодорожного училища (ул.Свободы,175)

## Роль в инфраструктуре города

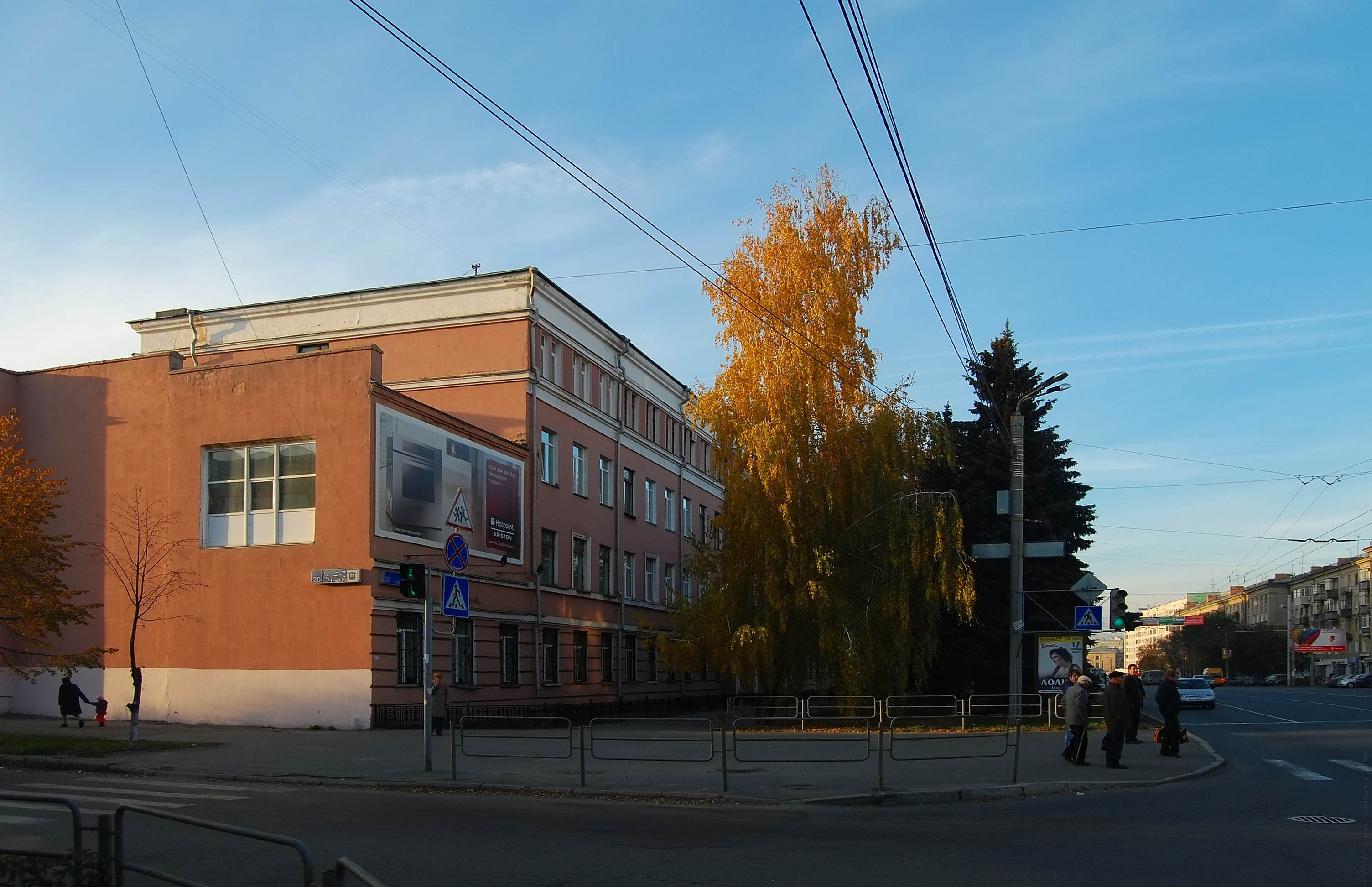
Перекрёсток с улицей Плеханова. Школа № 121

Улица на участке от улицы Труда до проспекта Ленина застроена в основном административными зданиями, некогда существовавшая малоэтажная застройка практически полностью снесена, от проспекта Ленина до вокзала — это преимущественно жилая улица.
На ней расположены: Центр управления перевозками Южно-Уральской железной дороги, Дистанция управления движением Челябинского региона Южно-Уральской железной дороги, региональное отделение партии «Единая Россия», отделение Пенсионного фонда РФ по Советскому району, Уральский социально-экономический институт, учебный корпус Челябинского института путей сообщения, торговые комплексы, банки, кафе и рестораны, школы № 58 и 121. На улице Свободы у перекрестка с улицей Российской находится памятник «На новый путь».
Южная часть улицы Свободы переходит в Привокзальную площадь, где находятся железнодорожные вокзалы (основной и пригородный) станции Челябинск-Главный, «Южный» автовокзал.

## Транспорт

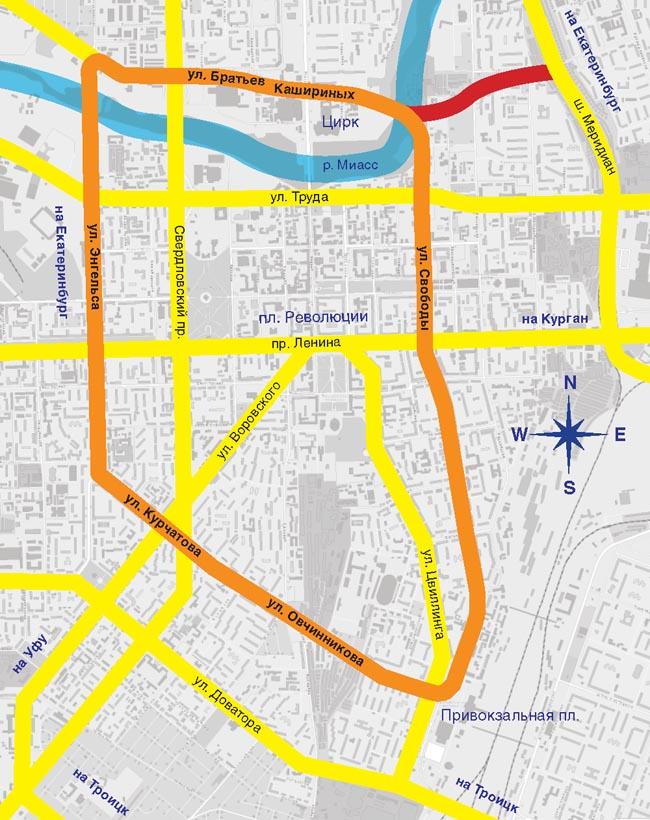
Схема строящегося внутреннего транспортного кольца Челябинска, пересечения с основными магистралями

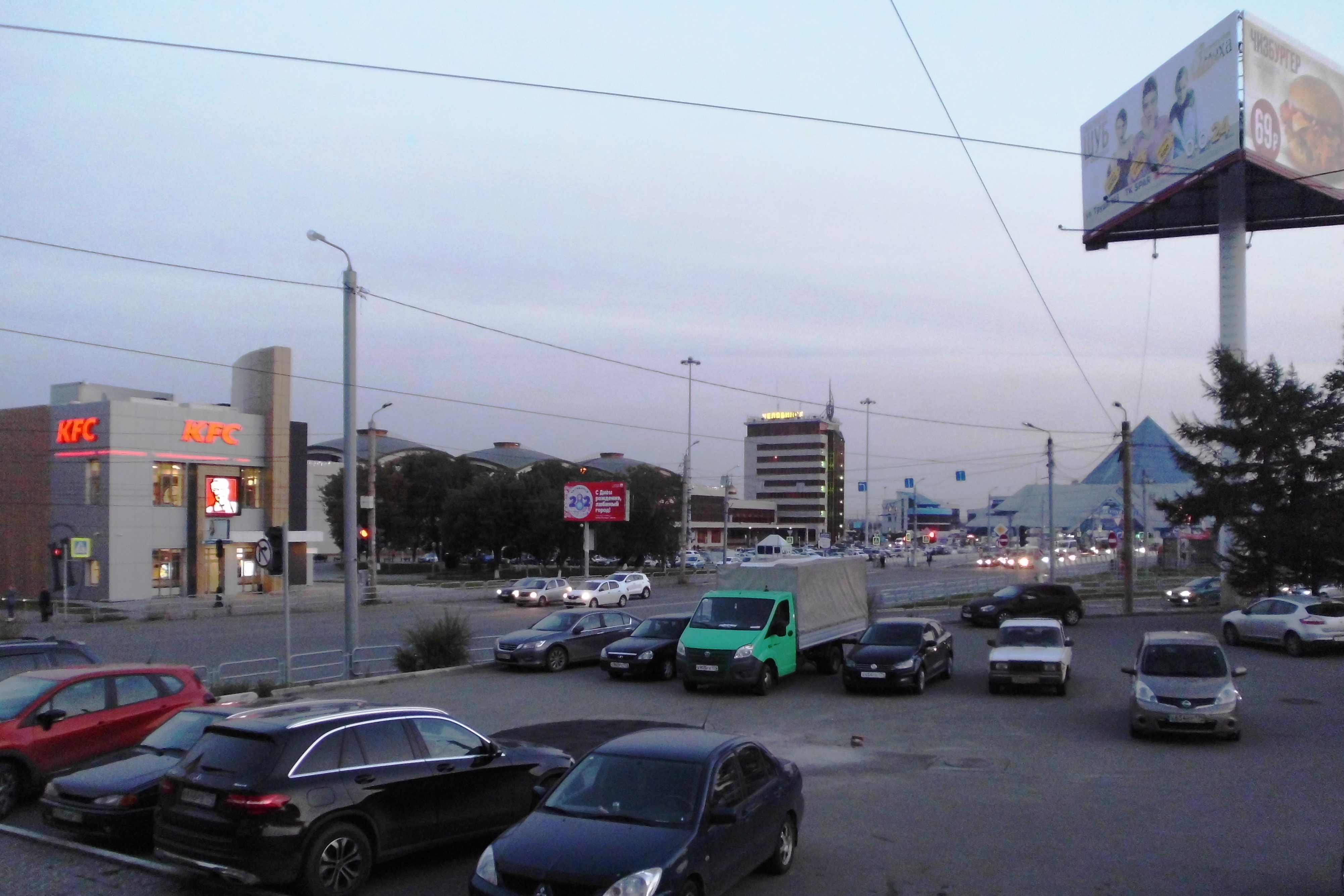
Окончание проезжей части ул. Свободы на Привокзальной площади города (справа — заезд на улицу с пересечения улиц Степана Разина и Овчинникова, съезд с улицы (за кадром) — у перехода ул. Цвиллинга в ул. Степана Разина)

Улица Свободы от Привокзальной площади до проспекта Ленина была расширена в 2006—2007 годах с четырех до шести полос в рамках строительства внутреннего транспортного кольца вокруг центра Челябинска.
На участке от улицы Коммуны до вокзала курсирует маршрутное такси, на участке от проспекта Ленина до вокзала — автобус, троллейбус.
В 100 м от улицы Свободы, около перекрестка улицы Пушкина и проспекта Ленина, будут находиться наземные павильоны входов на станцию «Площадь Революции» первой очереди строящегося челябинского метрополитена. Вторая линия метрополитена должна включать в себя станцию «Железнодорожный вокзал».